# Nodar Achalkaci
Nodar Parsadanowicz Achalkaci (gruz. ნოდარ ახალკაცი, ur. 2 stycznia 1938 w Tbilisi, zm. 25 stycznia 1998 w Moskwie) – gruziński piłkarz, grający jako napastnik, trener i działacz piłkarski; zdobywca Pucharu Zdobywców Pucharów w 1981 jako szkoleniowiec Dinama Tbilisi.

## Kariera piłkarska
Jako zawodnik nie osiągnął większych sukcesów. Jego pierwszym klubem było SKWO Tbilisi. Później przez kilka sezonów bronił barw Lokomotiwu Tbilisi. Nigdy nie grał w rozgrywkach ekstraklasy ZSRR.

## Kariera trenerska
Największe sukcesy odniósł jako szkoleniowiec. Pracę trenera rozpoczął w sezonie 1969 w Lokomotiwie Tbilisi. Od 1976 był trenerem Dinama Tbilisi, z którym w 1978 zdobył Mistrzostwo ZSRR, a w 1976 i 1979 Puchar ZSRR. W 1981 doprowadził Dynamo do zwycięstwa w Pucharze Zdobywców Pucharów. W 1982 był asystentem Konstantina Bieskowa w reprezentacji Związku Radzieckiego na mistrzostwach świata w Hiszpanii. Od 1990 do śmierci był prezydentem Gruzińskiej Federacji Piłkarskiej. Obecnie stanowisko to zajmuje jego syn Nodar Achalkaci młodszy.